# 陈锦湘
陈锦湘（1917年12月28日—2008年10月5日），上海人，美籍华裔著名演员，因出演《功夫：传说仍在继续》而在美国家喻户晓。

## 生平
1917年12月28日，陈锦湘出生在上海市。他的父亲是一个餐馆老板，1928年，全家搬迁到美国，不久后定居于纽约市。他早期的主要是在马丁·斯科塞斯的经典喜剧中扮演杰瑞·刘易斯的管家。
在美国生活的早期，陈锦湘立志当一名演员，因為此事和全家决裂。他一生没有结婚，无依无靠，曾领养了一个犹太人儿子，晚年父子矛盾决裂，至死都没有再联系。
2008年10月5日，在美国纽约市的医院因为呼吸道疾病而病逝。

## 作品
| 年份   | 中文名称 | 角色       | 合作者                             |
| ------ | -------- | ---------- | ---------------------------------- |
| 1998年 | 轰天炮4  |            | 李连杰、梅尔·吉布森、丹尼·格洛弗   |
| 1999年 | 再战边缘 |            | 周润发、马克·沃伯格、布莱恩·考克斯 |
| 2002年 | 皇家威龙 | 玉玺看护者 | 成龙、甄子丹、范文芳、欧文·威尔逊  |

## 评价
美国华裔女演员王宪苓：“陈性格很有魅力，虽记性不好常改台词，但合作的导演却十分受落，认为他改得更入戏，而他对歧视不在乎的态度，更受到不少尊重。”